# Boara Pisani
Boara Pisani – miejscowość i gmina we Włoszech, w regionie Wenecja Euganejska, w prowincji Padwa.
Według danych na rok 2004 gminę zamieszkiwało 2507 osób, 156,7 os./km².